# Enantia albania
Enantia albania is een vlindersoort uit de familie van de Pieridae (witjes), onderfamilie Dismorphiinae.
Enantia albania werd in 1864 beschreven door H. Bates.